# Las Flores (Buenos Aires)
Las Flores é uma cidade da Argentina, localizada na província de Buenos Aires.